# 氷見南インターチェンジ
氷見南インターチェンジ（ひみみなみインターチェンジ）は、富山県氷見市惣領の能越自動車道（氷見高岡道路）上にあるダイヤモンド型のインターチェンジ（地域活性化インターチェンジ）である。

## 概要
高岡北IC、氷見IC間の距離が、他の能越道県内IC区間平均距離の5.9 kmに対し約2倍である11.2 kmであること、消防や救急などの緊急活動を迅速に行えること、また万が一の津波の際緊急通路になることなどから、氷見市や富山県が国に建設を要請し、2013年6月11日、国土交通省より追加設置の許可がおり、供用された 。

## 歴史
- 2016年（平成28年）3月27日 : 供用開始[3]。

## 道路
- E41 能越自動車道（氷見高岡道路）(4-1番)

## 接続道路
- 富山県道・石川県道76号氷見惣領志雄線

## 周辺
- 氷見運動公園
- 十二町潟
- 氷見市街地
- 神代温泉

## 隣
E41 能越自動車道（氷見高岡道路）
(4)高岡北IC - (4-1)氷見南IC - (5)氷見IC